# FT 30 Index
Der FT 30 Index (nicht FTSE 30) ist ein britischer Aktienindex an der London Stock Exchange, der die Entwicklung von 30 Unternehmen aus unterschiedlichen Branchen außerhalb des Finanzsektors abbildet. Initiiert wurde der Index von den Financial News, einer Vorgängerzeitung der Financial Times. Er wurde zum ersten Mal am 1. Juli 1935 unter dem Namen FN Ordinary Index berechnet und ist damit der älteste britische Aktienindex und eines der ältesten Börsenbarometer überhaupt. Als in den 1960er-Jahren neue britische Indizes eingeführt wurden, sank die Aufmerksamkeit für den FT 30. Mit dem Start des FTSE 100 Index 1984  verlor der Index weiter an Bedeutung. Im Unterschied zu anderen Aktienindizes bestimmt ein Gremium aus Redakteuren sowie Finanz- und Statistikexperten der Financial Times über die Zusammensetzung des Index.

## Unternehmen im FT 30
Ursprünglich waren folgende Unternehmen im FT 30 gelistet:
| - Associated Portland Cement - Austin Motor Company - Bass Brewery - Bolsover Colliery Company - Callender's Cable & Construction Company - Coats PLC - Courtaulds - Distillers Company - Dorman Long - Dunlop Rubber | - Electric and Musical Industries - Fine Spinners and Doublers - General Electric Company - Guest, Keen and Nettlefolds - Grand Metropolitan - Harrods - Hawker Siddeley - Imperial Chemical Industries - Imperial Tobacco - International Tea Co. Stores - London Brick Company | - Murex - Patons and Baldwins - Pinchin Johnson & Associates - Rolls-Royce Group - Tate & Lyle - Turner & Newall - United Steel Companies - Vickers-Armstrongs - Watney Combe & Reid - Woolworths Group |

Der FT 30 besteht gegenwärtig aus folgenden Werten (Stand: 24. April 2018).
| - Associated British Foods - BAE Systems - BP - British American Tobacco - BT Group - Burberry - Compass - Diageo - Experian - GlaxoSmithKline | - International Consolidated Airlines Group - ITV - Land Securities - Legal & General - Lloyds Banking Group - Man Group - Marks & Spencer - Melrose Industries - National Grid - Next Group | - Reckitt Benckiser - Royal Bank of Scotland - RSA Insurance Group - Smiths Group - Standard Life Aberdeen - Tate & Lyle - Tesco - Vodafone - WPP Group - 3i |

## Weitere FTSE-Indizes
- FTSE 100 Index
- FTSE 250 Index
- FTSE 350 Index
- FTSE/Athex 20
- FTSE Bursa Malaysia KLCI
- FTSE MIB
- FTSE/JSE All-Share Index